# Francisco Broch Llop
Francisco Broch Llop (Vila-real, 18 de setembre del 1884 – Florència, 4 de juny del 1980) fou un professor, escultor i lingüista valencià.
Va nàixer a Vila-real, fill de Pasqual Broch Jordà i de Rosa Llop Almela. Va fer els primers estudis i els cursos de batxillerat al col·legi i seminari dels frares franciscans on, com a ell li agradava de repetir, va dependre l'esperit d'humilitat que va marcar la seua vida, abans d'orientar la vocació envers l'Acadèmia de Belles Arts de València.

## Iniciació artística[calcitació]
El 1906 conclou l'aprenentatge artístic amb les millors qualificacions i un Premi Extraordinari en l'assignatura de modelat que li facilita el viatge a Roma per tal de perfeccionar estudis a l'Acadèmia espanyola. A València deixa realitzat un bust de Miguel de Cervantes, modelat per encàrrec amb motiu del tricentenari de la publicació de la primera part del "Don Quixot", i que durant molts anys presidirà el paranimf de la Universitat Literària valenciana.
Dos anys més tard (ben abeurat de visites a Museus i galeries artístiques i, sobretot, admirat segons pròpia confessió de les escultures en bronze del Museu Arqueològic napolità, procedents de les excavacions de la ciutat de Pompeia) retorna a Espanya i obté, a l'Exposició Regional Valenciana de 1909, una destacada medalla per un baix relleu, retrat de la seua mare, que va contribuir enormement a reforçar la seua passió artística.
Enamorat de la Ciutat Eterna, marxa novament, decidit a establir-se de manera definitiva a Itàlia. El retrat que presenta a l'Exposició Internacional de Roma de 1911, unànimement elogiat per la seua delicadesa de composició, el revela com a excel·lent retratista i li proporciona nombrosos encàrrecs que incrementen el seu reconeixement en el món cultural italià.

## Professor de llengua espanyola
La Universitat de Pàdua, sabedora de la seua ampla capacitat cultural, requereix els seus serveis en 1915 per a formar part del Tribunal Examinador per a l'habilitació de professors de llengua espanyola, i el Ministeri d'Instrucció Pública italià confirma de manera oficial l'encomanda, que ell seguirà exercint fins a 1920. En aquests moments, és l'Institut Superior d'Economia i Comerç de la regió de Venècia, en l'actualitat convertit en Facultat Universitària, qui li ofereix, mitjançant Decret Ministerial, la Càtedra de Llengua i Literatura Espanyola que, tret del parèntesi dels anys 1926 i 1927, exercirà en la capital vèneta fins a 1933. Després, i fins a complir els setanta anys, límit màxim en aquell temps per a la docència en ensenyaments oficials, continuarà vinculat a aquella universitat com a lector d'espanyol i dinamitzador cultural al mateix temps que atenia diversos encàrrecs escultòrics tant a Venècia com a poblacions del seu entorn.
Per als seus alumnes redacta una "Gramàtica de la Lengua española" i un "Manual de correspondencia comercial" que durant molts anys seran textos d'ús en nombrosos centres educatius, coneixen repetides edicions i revisions i queden complementats amb l'edició d'una "Antologia de Literatura Española" i uns "Apuntes de Historia de España" que col·laboren a difondre la nostra cultura entre la joventut universitària italiana.
Durant aquestos mateixos anys va dirigir a més, amb el patrocini dels successius governs, els cursos d'espanyol a la "Casa de España" a Roma, així com els promoguts a la Universitat d'aquesta capital pel seu Senat Acadèmic. Quan el trasllat d'aquests a la nova Ciutat Universitària romana li va dificultar l'accés, va continuar desenvolupant-los a Bolònia, fins que el front de batalla de la Segona Guerra Mundial va arribar la ciutat.

## Dinamitzador cultural[calcitació]
La inquieta personalitat del vila-realenc, organitzador de viatges d'estudi per als joves italians (incloent recorreguts per Catalunya, València, Castella, Andalusia), de projeccions documentals cinematogràfiques sobre les nostres terres i cultura, ponent en jornades i cicles de promoció turística, i trobades d'intercanvi acadèmic hispano-italià, va ser coneguda per les més destacades institucions educatives i culturals, des de la Santa Seu fins a les legacions diplomàtiques dels països hispanoamericans a Roma.
Als anys trenta, la seua conferència sobre "Les empremtes de Roma a Espanya" (que ell presentava acompanyada de projeccions de diapositives sobre els monuments i restes de Tarragona, Cabanes, Llíria, Sagunt i tants d'altres) va ser demanada i celebrada a molt diversos Ateneus culturals i Centres Universitaris (Roma, Florència, Pisa, Pàdua, Bassano, Vicenza, Venècia) pel seu contingut i per les atractives dots d'oratòria del professor Broch, que exercia també en terres italianes com a delegat del "Patronato Nacional de Turismo" del govern espanyol, de la "Societat d'Atracció de Forasters a Barcelona" i de la "Societat Valenciana de Foment del Turisme".
Amb data de 26 d'octubre de 1933, pel conjunt dels seus mèrits culturals manifests tant en el treball acadèmic com en l'esforç i voluntat de comprensió entre els ciutadans dels diferents estats, i a proposta del Cap de Govern italià (Benito Mussolini en aquells moments), Sa Majestat el rei Víctor Manuel III li va conferir el grau i la Gran Creu de Cavaller de l'Orde de la Corona d'Itàlia, essent com era, i així consta en el protocol del document, "cittadino spagnolo".
Uns anys després, ja en plena dictadura feixista, el Duce Mussolini li va oferir la nacionalitat italiana, que el professor Broch es va apressar a rebutjar, davant l'esglai i la desolació dels seus amics i companys universitaris, que miraven en tal menyspreu al dictador tota mena de riscs personals, considerant a més la delicada situació per la que travessava aleshores tot Espanya. El professor Broch es va dirigir per carta al Duce, retornant-li l'oferiment en aquests termes: "Si jo fos italià i visquera en un país estranger, estaria orgullós de ser italià i mai canviaria la meua nacionalitat; jo sóc espanyol i, comprenent molt bé i donant les màximes gràcies per l'honor que la Itàlia em fa, vull continuar essent espanyol. D'altra manera, em semblaria estar traint la meua mare". Les paraules degueren semblar suficientment convincents al dictador, contrarestar amb les seues mateixes armes, i res del que tothom es temia va succeir.

## Obra escultòrica[calcitació]
La dedicació constant a l'ensenyament no va amainar la seua vocació escultòrica, tot i que inevitablement la va obligar a anar espaiant-se. Francisco Broch i Llop va formar part del grup d'artistes escultòrics que participaren en el Pavelló espanyol de la XVI Biennal de Venècia, l'any 1923, juntament amb Josep Clarà, Juan Adsuara, Santiago Bonome, Julio Vicent i Quintin de Torre. La representació pictòrica va estar a càrrec de Solana, José Benlliure, Anglada Camarasa, Bacarisse i Ortiz Echagüe entre d'altres. La delicada "Bacant" presentada per Broch es troba a hores d'ara al Museu d'Art Rosenbach de Filadèlfia (Estats Units).
Altres obres importants, realitzades als anys següents, formen part de col·leccions particulars italianes o es mostren en emplaçaments públics, com el bust del monument al batlle Bonaguro a la ciutat de Bassano, el monòlit en honor del general Luigi Cadorna a la carretera del mont Grappa, el gran baix relleu de la "Resurrecció de Llàtzer" al Cementiri Central de Roma, o la imatge de la Immaculada Concepció a l'església de la població de Cavallino (Vèneto). Així mateix, i com a donació dels seus fills efectuada el 1991, el Museu de la ciutat de Vila-real, a la casa de Polo, conserva un medalló en bronze amb el retrat de l'esposa de l'artista.

## Els darrers anys[calcitació]
Després de la Segona Guerra Mundial, el professor Broch, casat des de 1913 amb la jove Rosa Tonioló i amb quatre fills (Francisco, Rosita, Clèlia i Pasqual), va deixar la seua casa-estudi veneciana per a establir-se a la ciutat de Florència, on va treballar com a professor encarregat i lector d'espanyol a la Facultat de Magisteri de la seua "Università degli Studi", fins que li va arribar la jubilació en 1954, simultaniejant encara les classes ocasionals a Venècia i a Roma, i continuant les activitats de difusió de la cultura espanyola amb la promoció de viatges d'intercanvi estudiantil, xerrades, exposicions, etc.
Superats els setanta anys, i reclamat per la Universitat de Pisa, va donar allí classes com a professor extern, al mateix temps que al "Poggio Imperiale" florentí, col·legi estatal de la Santíssima Anunziatta, selecte centre educatiu on concorrien les filles de destacades famílies italianes. Allí va culminar la seua tasca cultural el 1962 l'il·lustre artista i professor vila-realenc, mort a Florència el dia 4 de juny de 1980, als noranta-sis de la seua fructífera existència.
L'obra personal i artística de Francisco Broch i Llop, tota una vida dedicada a estimular la comprensió entre els pobles, a la creació i al foment de l'art, de l'educació dels joves i de la cultura en el seu concepte més ample i digne, mereix complidament el reconeixement i l'elogi dels seus paisans i és, de manera clara, un espill de voluntat i de treball on es poden mirar moltes generacions de joves estudiants.